# Jorge Galemire
Jorge Galemire, né le 11 mars 1951 à Montevideo et mort le 6 juin 2015 dans la même ville, est un guitariste, chanteur, arrangeur et compositeur uruguayen.

## Biographie
Dans les années 1970, il fait partie de différents groupes de musique pop en Uruguay, y compris Los que iban cantar, l'un des groupes les plus importants pendant la dictature militaire, dont il est l'un des cofondateurs. Il réalise aussi les arrangements de disques de plusieurs artistes uruguayens. En 1976, il se produit avec Eduardo Darnauchans et Eduardo Rivero pour un spectacle intitulé Nosotros Tres, qui obtient un grand succès.
À partir de 1981, il travaille surtout en solo.
Sa carrière a été récompensée par un prix Graffiti en 2008.

## Discographie solo
- Presentación (1981)
- Segundos afuera (1983)
- Repique (1984)
- Ferrocarriles (1987)
- Casa en el desierto (1991)
- Perfume (2004)
- Nosotros Tres (2010), enregistrement du concert de 1976
- Trigo y plata (2012)